# Boys (single)
Boys is een single van het album Britney van de Amerikaanse popzangeres Britney Spears. Pharrell Williams schreef en produceerde het nummer samen met Chad Hugo (beide van de band N*E*R*D). Williams komt zowel in "The Co-Ed Remix" (de versie die werd uitgebracht) als in de clip voor.

## Remixes/officiële versies
- Albumversie 3:26
- Instrumentale albumversie 3:26
- The Co-Ed Remix, met Pharrel Williams 3:45
- The Co-Ed Remix, met Pharrel Williams (instrumentaal) 3:45
- The Co-Ed Remix (soloversie) 3:18
- Riprock N Alex G Remix

| Boys in de Nederlandse Top 40 binnen: 31 augustus 2002 | Boys in de Nederlandse Top 40 binnen: 31 augustus 2002 | Boys in de Nederlandse Top 40 binnen: 31 augustus 2002 | Boys in de Nederlandse Top 40 binnen: 31 augustus 2002 | Boys in de Nederlandse Top 40 binnen: 31 augustus 2002 | Boys in de Nederlandse Top 40 binnen: 31 augustus 2002 | Boys in de Nederlandse Top 40 binnen: 31 augustus 2002 | Boys in de Nederlandse Top 40 binnen: 31 augustus 2002 | Boys in de Nederlandse Top 40 binnen: 31 augustus 2002 |
| Week                                                   | 1                                                      | 2                                                      | 3                                                      | 4                                                      | 5                                                      | 6                                                      | 7                                                      |                                                        |
| ------------------------------------------------------ | ------------------------------------------------------ | ------------------------------------------------------ | ------------------------------------------------------ | ------------------------------------------------------ | ------------------------------------------------------ | ------------------------------------------------------ | ------------------------------------------------------ | ------------------------------------------------------ |
| Nummer                                                 | 22                                                     | 22                                                     | 23                                                     | 14                                                     | 17                                                     | 28                                                     | 33                                                     | uit                                                    |